# デシエルト
デシエルト（欧字名:Desierto、2019年1月17日 - ）は、日本の競走馬。2024年の中日新聞杯の勝ち馬である。
馬名の意味は、チリのオブジェ、マノデルデシエルトより。
トーセンスターダム・ダノンチェイサーと並び、重賞勝ち馬としては国内セール最高落札額（2億5000万円）の記録を持つ。

## 経歴

### デビュー前～2歳（2021年）
2019年1月17日、北海道安平町のノーザンファームで出生。4代母ダイナカールから続く名門牝系の出身で、曾祖母にエアグルーヴ、祖母にアドマイヤグルーヴ、大叔父にルーラーシップ、叔父にドゥラメンテがいる超良血である。同年夏に上場されたセレクトセール当歳では、2億5000万円（税抜）の高値で落札された。
2021年12月19日、阪神競馬場6Rの2歳新馬戦（ダート1800m）で、岩田康誠を背にデビュー。先手を取ると、そのまま後続を7馬身差突き放す圧巻の逃げ切りでデビュー戦での初勝利を収めた。

### 3歳・4歳（2022年・2023年）
3歳シーズンは1月8日の3歳1勝クラス（中京ダート1800m）より始動。前で粘って2連勝を飾った。3月19日、自身初の芝レースとなる若葉ステークスに出走。後続を寄せ付けることなくゴールまで逃げ切り、2着ヴェローナシチーに三馬身差をつける圧勝で3連勝を果たした。4月17日、初の重賞およびGI挑戦として皐月賞に出走。道中はアスクビクターモアの2番手につけるも、直線で失速して16着に惨敗。デビュー戦からの連勝もストップした。5月29日の東京優駿も序盤から飛ばすが、スタミナが持たず15着に沈んだ。その後約5か月の休養を挟み、久々のダート戦となる10月10日のグリーンチャンネルカップ（L）で復帰。鞍上は戸崎圭太に乗り替わった。道中3番手から直線で力強く伸び、コースレコード更新のおまけつきで復帰戦を勝利で飾った。しかし直後に左前脚の骨折が判明し、長期休養に入った。
4歳となった2023年の11月19日、オープン競走の霜月ステークスで約1年1か月ぶりにレースに復帰し、僅差の4着。4歳シーズンはこの1戦のみで終える。

### 5歳（2024年）
シーズン初戦のすばるステークス、2戦目のオアシスステークスは共に5着に敗れる。6月9日の三宮ステークスより鞍上に岩田康誠が復帰したが、その後もなかなか勝利を挙げることはできなかった。11月16日、約2年半ぶりの芝レースとなるアンドロメダステークスに出走。15頭中8番人気の伏兵評価だったが、ハナを奪ってそのまま逃げ切り、3歳10月に出走したグリーンチャンネルカップ以来の勝利を収めた。続く12月7日の中日新聞杯も逃げ切り、連勝での重賞初優勝を果たした。

## 競走成績
以下の内容は、netkeiba.comおよびJBISサーチに基づく。
| 競走日     | 競馬場 | 競走名              | 格   | 距離（馬場）  | 頭 数 | 枠 番 | 馬 番 | オッズ （人気） | 着順 | タイム （上り3F） | 着差 | 騎手      | 斤量 [kg] | 1着馬（2着馬）       | 馬体重 [kg] |
| ---------- | ------ | ------------------- | ---- | ------------- | ----- | ----- | ----- | --------------- | ---- | ----------------- | ---- | --------- | --------- | -------------------- | ----------- |
| 2021.12.19 | 阪神   | 2歳新馬             |      | ダ1800m（稍） | 7     | 4     | 4     | 001.50（1人）   | 01着 | R1:53.7（37.0）   | -1.1 | 0岩田康誠 | 55        | （トウセツ）         | 506         |
| 2022.01.08 | 中京   | 3歳1勝クラス        |      | ダ1800m（良） | 14    | 3     | 4     | 003.90（2人）   | 01着 | R1:52.9（39.0）   | -0.2 | 0岩田康誠 | 56        | （ジュタロウ）       | 506         |
| 0000.03.19 | 阪神   | 若葉S               | L    | 芝2000m（稍） | 10    | 6     | 6     | 003.80（2人）   | 01着 | R2:00.2（35.3）   | -0.5 | 0岩田康誠 | 56        | （ヴェローナシチー） | 510         |
| 0000.04.17 | 中山   | 皐月賞              | GI   | 芝2000m（良） | 18    | 8     | 16    | 015.50（7人）   | 16着 | R2:01.3（36.3）   | -1.6 | 0岩田康誠 | 57        | ジオグリフ           | 512         |
| 0000.05.29 | 東京   | 東京優駿            | GI   | 芝2400m（良） | 18    | 7     | 14    | 090.4（15人）   | 15着 | R2:24.0（37.3）   | -2.1 | 0岩田康誠 | 57        | ドウデュース         | 512         |
| 0000.10.10 | 東京   | グリーンチャンネルC | L    | ダ1600m（重） | 16    | 8     | 15    | 003.60（2人）   | 01着 | R1:33.5（34.4）   | -0.1 | 0戸崎圭太 | 54        | （ギルデッドミラー） | 522         |
| 2023.11.19 | 東京   | 霜月S               | OP   | ダ1400m（良） | 16    | 5     | 10    | 001.90（1人）   | 04着 | R1:22.8（36.1）   | -0.1 | 0戸崎圭太 | 58        | アルファマム         | 532         |
| 2024.01.07 | 京都   | すばるS             | L    | ダ1400m（良） | 15    | 8     | 15    | 002.00（1人）   | 05着 | R1:24.9（36.9）   | -0.4 | 0戸崎圭太 | 58        | テーオーステルス     | 532         |
| 0000.04.20 | 東京   | オアシスS           | L    | ダ1600m（良） | 15    | 6     | 11    | 003.20（2人）   | 05着 | R1:37.4（37.0）   | -0.7 | 0戸崎圭太 | 58        | ユティタム           | 532         |
| 0000.06.09 | 京都   | 三宮S               | OP   | ダ1800m（稍） | 16    | 6     | 11    | 005.60（2人）   | 03着 | R1:52.1（39.2）   | -1.3 | 0岩田康誠 | 57        | オメガギネス         | 530         |
| 0000.07.07 | 小倉   | プロキオンS         | GIII | ダ1700m（良） | 16    | 6     | 12    | 019.40（5人）   | 13着 | R1:44.8（39.0）   | -2.1 | 0岩田康誠 | 57        | ヤマニンウルス       | 522         |
| 0000.10.06 | 東京   | グリーンチャンネルC | L    | ダ1600m（重） | 16    | 6     | 12    | 005.90（3人）   | 06着 | R1:35.2（37.2）   | -1.0 | 0岩田康誠 | 58        | ショウナンライシン   | 530         |
| 0000.11.16 | 京都   | アンドロメダS       | L    | 芝2000m（良） | 15    | 4     | 6     | 028.60（8人）   | 01着 | R1:58.6（35.3）   | -0.6 | 0岩田康誠 | 57        | （ロードデルレイ）   | 528         |
| 0000.12.07 | 中京   | 中日新聞杯          | GIII | 芝2000m（良） | 18    | 4     | 8     | 005.20（3人）   | 01着 | R1:58.4（35.6）   | -0.4 | 0岩田康誠 | 58        | （ロードデルレイ）   | 532         |
| 2025.03.16 | 中京   | 金鯱賞              | GII  | 芝2000m（重） | 10    | 5     | 5     | 003.20（2人）   | 04着 | 02:01.7（39.0）   | -0.4 | 0武豊     | 57        | クイーンズウォーク   | 536         |
| 0000.04.06 | 阪神   | 大阪杯              | GI   | 芝2000m（良） | 15    | 6     | 11    | 012.20（7人）   | 14着 | R1:57.7（36.6）   | -1.5 | 0池添謙一 | 58        | ベラジオオペラ       | 540         |

- タイム欄のRはレコード勝ちを示す
- 競走成績は2025年4月6日現在

## 血統表
| デシエルトの血統                | デシエルトの血統                             | デシエルトの血統                             | （血統表の出典）                             | （血統表の出典）  |
| 父系                            | ストームキャット系                           | ストームキャット系                           | ストームキャット系                           | [ § 2 ]           |
| 父 *ドレフォン 2013 鹿毛        | 父の父Gio Ponti 2005 鹿毛                    | Tale of the Cat                              | Storm Cat                                    | Storm Cat         |
| 父 *ドレフォン 2013 鹿毛        | 父の父Gio Ponti 2005 鹿毛                    | Tale of the Cat                              | Yarn                                         |                   |
| 父 *ドレフォン 2013 鹿毛        | 父の父Gio Ponti 2005 鹿毛                    | Chipeta Springs                              | Alydar                                       | Alydar            |
| 父 *ドレフォン 2013 鹿毛        | 父の父Gio Ponti 2005 鹿毛                    | Chipeta Springs                              | Salt Spring                                  |                   |
| 父 *ドレフォン 2013 鹿毛        | 父の母Eltimaas 2007 鹿毛                     | Ghostzapper                                  | Awesome Again                                | Awesome Again     |
| 父 *ドレフォン 2013 鹿毛        | 父の母Eltimaas 2007 鹿毛                     | Ghostzapper                                  | Baby Zip                                     |                   |
| 父 *ドレフォン 2013 鹿毛        | 父の母Eltimaas 2007 鹿毛                     | Najecam                                      | Trempolino                                   | Trempolino        |
| 父 *ドレフォン 2013 鹿毛        | 父の母Eltimaas 2007 鹿毛                     | Najecam                                      | Sue Warner                                   |                   |
| 母 アドマイヤセプター 2008 栗毛 | 母の父キングカメハメハ 2001 鹿毛             | Kingmambo                                    | Mr. Prospector                               | Mr. Prospector    |
| 母 アドマイヤセプター 2008 栗毛 | 母の父キングカメハメハ 2001 鹿毛             | Kingmambo                                    | Miesque                                      |                   |
| 母 アドマイヤセプター 2008 栗毛 | 母の父キングカメハメハ 2001 鹿毛             | *マンファス                                  | *ラストタイクーン                            | *ラストタイクーン |
| 母 アドマイヤセプター 2008 栗毛 | 母の父キングカメハメハ 2001 鹿毛             | *マンファス                                  | Pilot Bird                                   |                   |
| 母 アドマイヤセプター 2008 栗毛 | 母の母アドマイヤグルーヴ 2000 鹿毛           | *サンデーサイレンス                          | Halo                                         | Halo              |
| 母 アドマイヤセプター 2008 栗毛 | 母の母アドマイヤグルーヴ 2000 鹿毛           | *サンデーサイレンス                          | Wishing Well                                 |                   |
| 母 アドマイヤセプター 2008 栗毛 | 母の母アドマイヤグルーヴ 2000 鹿毛           | エアグルーヴ                                 | *トニービン                                  | *トニービン       |
| 母 アドマイヤセプター 2008 栗毛 | 母の母アドマイヤグルーヴ 2000 鹿毛           | エアグルーヴ                                 | ダイナカール                                 |                   |
| 母系(F-No.)                     | (FN:8-f)                                     | (FN:8-f)                                     | (FN:8-f)                                     | [ § 3 ]           |
| 5代内の近親交配                 | Mr. Prospector：M4×S5、Raise a Native：S5×M5 | Mr. Prospector：M4×S5、Raise a Native：S5×M5 | Mr. Prospector：M4×S5、Raise a Native：S5×M5 | [ § 4 ]           |
| 出典                            | 1. 2. 3. 4.                                  | 1. 2. 3. 4.                                  | 1. 2. 3. 4.                                  | 1. 2. 3. 4.       |

- 半姉スカイグルーヴ（父エピファネイア）は2022年京王杯スプリングカップなど重賞2着3回。